# S.P.A.L. 2022-2023
Questa voce raccoglie le informazioni riguardanti la S.P.A.L. nelle competizioni ufficiali della stagione 2022-2023.

## Stagione
La stagione spallina inizia il 6 agosto con il superamento del primo turno di Coppa Italia a spese dell'Empoli, i biancazzurri saranno poi eliminati ai sedicesimi di finale dal Genoa.
Il tecnico Roberto Venturato viene sollevato dall'incarico dopo otto giornate di campionato nelle quali la squadra ottiene nove punti (frutto di due vittorie, tre pareggi e tre sconfitte), a seguito delle due battute d'arresto consecutive contro Genoa e Frosinone. Al suo posto viene scelto come mister l'esordiente Daniele De Rossi, il quale inizia la propria avventura con un pareggio a reti bianche a Cittadella e un'ampia vittoria interna sul Cosenza. Il mercato invernale è contraddistinto dall'arrivo del centrocampista Radja Nainggolan, ex compagno di squadra dello stesso De Rossi. Il 14 febbraio 2023, dopo avere raccolto soli 15 punti in 16 partite, De Rossi viene sostituito da Massimo Oddo. A seguito di frizioni con il presidente Tacopina, poco dopo l'ingaggio di Oddo viene allontanato il direttore sportivo Fabio Lupo. Il 13 maggio, a seguito della sconfitta contro il Parma, la SPAL retrocede in Serie C.

## Divise e sponsor
La stagione 2022-2023 è la sesta consecutiva per lo sponsor tecnico Macron come fornitore della SPAL. Gli sponsor ufficiali sono HDI Assicurazioni, Adamant BioNRG, Iosco Group,Errebi Technology ed EdilAlba; in occasione della partita contro il Südtirol del 29 ottobre 2022 nella posizione del main sponsor campeggia una patch col logo del Rotary Club Ferrara-Ferrara Est abbinato a quello dell'Associazione Ricerca Oncologica Sperimentale Estense.
La maglia interna presenta una peculiarità rispetto alla tradizione: la consueta palatura "stretta" biancoazzura tipica della squadra ferrarese viene sfalsata centralmente con tre strisce più larghe (azzurra-bianca-azzurra) sulle quali è stampigliato in inchiostro sublimatico un pattern costituito dalla ripetizione del nome storico Società Polisportiva Ars et Labor. Sul dorso la palatura è invece regolare e sfuma nel bianco verso l'alto per consentire l'applicazione delle personalizzazioni. I risvolti e il colletto (a polo) sono bianchi. I calzoncini sono bianchi con fascia laterale e orlo azzurri, così come le calze, dove l'azzurro è richiamato da due sottili strisce sul risvolto.
La maglia esterna è solcata sul torso da una trama grigia tridimensionale che riprende la facciata del Palazzo dei Diamanti, iconico monumento della città di Ferrara; le maniche e lo scollo sono turchesi, colore che connota anche calzoncini e calzettoni (questi ultimi con risvolto bianco).
La terza divisa è un completo blu reale, ornato sulla parte destra del torso dal disegno della mappa topografica di Ferrara (con evidenziata la posizione dello stadio Paolo Mazza) in color turchese, tinta che appare anche sul colletto (alla coreana) e sui risvolti delle maniche.
| Casa | Trasferta | Terza divisa |

## Organigramma societario
Area direttiva
- Presidente: Joe Tacopina
- Consiglieri di amministrazione: Lorenzo Bazzoni, James David Elwen, Chad Seigel
- Direttore generale: Andrea Gazzoli
- Responsabile amministrazione, finanza e controllo: Dante Scibilia

Area organizzativa
- Segretario generale: Stefano Salis
- Segretario sportivo: Michele Sebastiani
- Segretario medico-sportivo: Luca Verdilio
- Segretarie commerciali: Clarissa Vecchiattini, Giulia Bolognesi
- Team manager: Alessandro Andreini
- Stadium manager: Pietro Pelucchi
- Delegato alla sicurezza: Ferruccio Taroni
- Responsabile biglietteria: Marinella Casoni
- Supporter liaison officer: Luca Pozzoni
- Ufficio legale: Federica Nieri
- Data protection officer: Alessandro Vasta
- Responsabile amministrativa: Serena Saletti
- Ufficio amministrazione: Federica Bergamini, Davide Viale

Area comunicazione e marketing
- Chief revenue officer: Luca Donati
- Regional partnership executive: Alessandro Crivellaro
- Direttrice marketing e comunicazione: Veronica Bon
- Key account: Davide Insalaco
- Ufficio stampa: Lorenzo Marchetti
- Social media manager: Giovanni Moro
- Responsabile multimedia: Mirco Gadda
- Responsabile merchandising: Cristian Girardi
- Store manager: Giuseppe Colombarini
- Social responsability and charity manager: Martina Vanzetto

Area sportiva
- Direttore tecnico: Fabio Lupo (fino al 1/3/2023)
- Direttore sportivo: Armando Ortoli
- Responsabile area tecnica: Mario Donatelli (fino al 1/3/2023)
- Responsabile area scouting: Alessandro Pizzoli

Area tecnica
- Allenatore: Roberto Venturato (fino al 9/10/2022), Daniele De Rossi (fino al 14/2/2023), Massimo Oddo
- Allenatore in seconda: Andrea Bruniera (fino al 9/10/2022), Carlo Cornacchia (fino al 14/2/2023), Marcello Donatelli
- Preparatori atletici: Marcos Álvarez (fino al 14/2/2023), Luca Guerra, Carlo Voltolini, Emanuele Tononi
- Preparatore dei portieri: Alessandro Bianchessi (fino al 9/10/2022), Antonio Chimenti
- Collaboratori tecnici: Guillermo Giacomazzi (fino al 14/2/2023), Emanuele Mancini (fino al 14/2/2023), Stefano Fiore, Fabrizio Franceschetti
- Match analyst: Simone Contran (fino al 14/2/2023), Francesco Checcucci

Area sanitaria
- Responsabile: Paolo Minafra
- Medico sociale: Fabrizio Aggio
- Fisioterapisti: Piero Bortolin, Vittorio Bronzi, Stefano Rizzo, Daniele Zannini
- Nutrizionista: Enrico Macciantelli

## Rosa
Rosa e numerazione sono aggiornate al 19 maggio 2023.

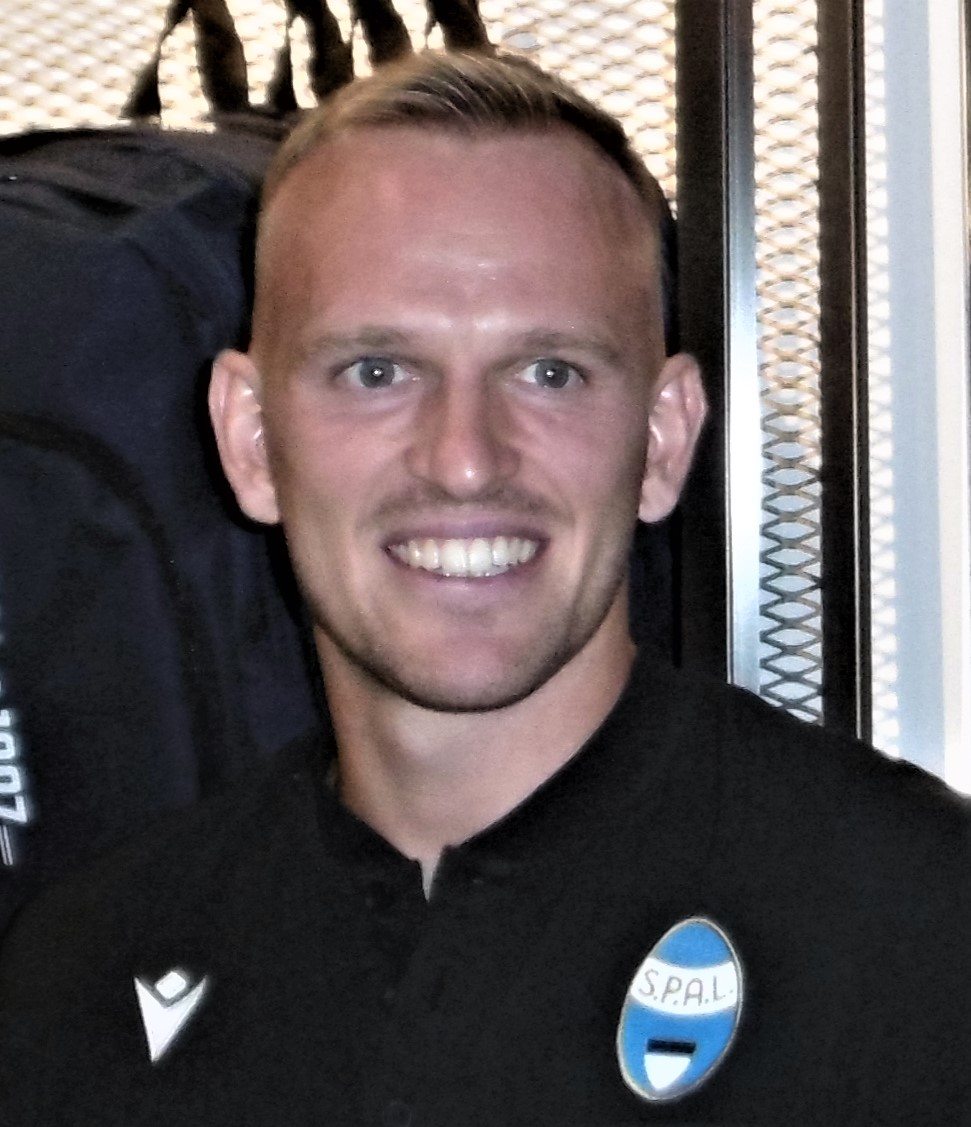
Lorenzo Dickmann, capitano della stagione 2022-2023.

| N. |                      | Ruolo | Calciatore                    |
| -- | -------------------- | ----- | ----------------------------- |
| 1  | Italia (bandiera)    | P     | Enrico Alfonso                |
| 2  | Italia (bandiera)    | D     | Alessandro Fiordaliso         |
| 3  | Italia (bandiera)    | D     | Alessandro Tripaldelli        |
| 4  | Italia (bandiera)    | D     | Christian Dalle Mura          |
| 5  | Italia (bandiera)    | C     | Salvatore Esposito (capitano) |
| 5  | Italia (bandiera)    | C     | Nicolò Contiliano             |
| 6  | Italia (bandiera)    | D     | Biagio Meccariello            |
| 7  | Italia (bandiera)    | C     | Federico Viviani              |
| 8  | Italia (bandiera)    | C     | Marco Mancosu                 |
| 8  | Italia (bandiera)    | C     | Federico Proia                |
| 9  | Italia (bandiera)    | A     | Gabriele Moncini              |
| 10 | Italia (bandiera)    | C     | Niccolò Zanellato             |
| 11 | Italia (bandiera)    | A     | Mattia Finotto                |
| 11 | Grecia (bandiera)    | C     | Giannīs Fetfatzidīs           |
| 12 | Italia (bandiera)    | P     | Lorenzo Abati                 |
| 13 | Italia (bandiera)    | D     | Marco Varnier                 |
| 14 | Argentina (bandiera) | C     | Franco Zuculini               |
| 15 | Italia (bandiera)    | D     | Filippo Saiani                |
| 16 | Italia (bandiera)    | C     | Luca Valzania                 |
| 17 | Italia (bandiera)    | P     | Alberto Pomini                |
| 18 | Italia (bandiera)    | D     | Matteo Arena                  |
| 19 | Italia (bandiera)    | A     | Andrea La Mantia              |
| 20 | Italia (bandiera)    | C     | Matteo Prati                  |

| N. |                     | Ruolo | Calciatore                  |
| -- | ------------------- | ----- | --------------------------- |
| 21 | Italia (bandiera)   | D     | Raffaele Celia              |
| 22 | Senegal (bandiera)  | P     | Demba Thiam                 |
| 23 | Italia (bandiera)   | C     | Alessandro Murgia           |
| 24 | Italia (bandiera)   | D     | Lorenzo Dickmann (capitano) |
| 26 | Italia (bandiera)   | C     | Fabio Parravicini           |
| 27 | Polonia (bandiera)  | D     | Patryk Peda                 |
| 28 | Italia (bandiera)   | C     | Filippo Puletto             |
| 29 | Italia (bandiera)   | D     | Alberto Almici              |
| 31 | Brasile (bandiera)  | P     | Gabriel Brazão              |
| 32 | Italia (bandiera)   | A     | Nicola Rauti                |
| 34 | Marocco (bandiera)  | C     | Ayoub Abou                  |
| 37 | Italia (bandiera)   | C     | Fabio Maistro               |
| 40 | Estonia (bandiera)  | C     | Georgi Tunjov               |
| 44 | Belgio (bandiera)   | C     | Radja Nainggolan            |
| 47 | Moldavia (bandiera) | D     | Daniel Dumbrăvanu           |
| 49 | Italia (bandiera)   | A     | Giuseppe Rossi              |
| 95 | Italia (bandiera)   | P     | Luca Martelli               |
| 95 | Italia (bandiera)   | A     | Emanuele Rao                |
| 96 | Austria (bandiera)  | D     | Philipp Breit               |
| 97 | Senegal (bandiera)  | A     | Serigne Deme                |
| 98 | Italia (bandiera)   | C     | Antonio Imputato            |
| 99 | Italia (bandiera)   | A     | Simone Rabbi                |

## Calciomercato

### Sessione estiva(dall'1/7 all'1/9)
| Acquisti         | Acquisti               | Acquisti        | Acquisti                                          |
| R.               | Nome                   | da              | Modalità                                          |
| ---------------- | ---------------------- | --------------- | ------------------------------------------------- |
| D                | Matteo Arena           | Monopoli        | definitivo                                        |
| D                | Christian Dalle Mura   | Fiorentina      | prestito                                          |
| D                | Marco Varnier          | Atalanta        | prestito con diritto di riscatto                  |
| D                | Alessandro Fiordaliso  | Cremonese       | definitivo                                        |
| C                | Ayoub Abou             | Carsko Selo     | fine prestito                                     |
| C                | Alessandro Murgia      | Perugia         | fine prestito                                     |
| C                | Georgi Tunjov          | Carrarese       | fine prestito                                     |
| C                | Federico Proia         | L.R. Vicenza    | prestito con obbligo di riscatto                  |
| C                | Luca Valzania          | Cremonese       | prestito                                          |
| C                | Matteo Prati           | Ravenna         | definitivo                                        |
| C                | Fabio Maistro          | Lazio           | definitivo                                        |
| A                | Nicola Rauti           | Torino          | prestito con diritto di riscatto e controriscatto |
| A                | Simone Rabbi           | Bologna         | svincolato                                        |
| A                | Gabriele Moncini       | Benevento       | prestito con obbligo di riscatto                  |
| A                | Andrea La Mantia       | Empoli          | prestito con obbligo di riscatto                  |
| Altre operazioni |                        |                 |                                                   |
| R.               | Nome                   | da              | Modalità                                          |
| P                | Cesare Galeotti        | Pergolettese    | fine prestito                                     |
| P                | Marco Meneghetti       | Gubbio          | fine prestito                                     |
| D                | Jakub Iskra            | Śląsk Breslavia | fine prestito                                     |
| D                | Riccardo Spaltro       | Renate          | fine prestito                                     |
| D                | Luca Magnanini         | Ravenna         | fine prestito                                     |
| D                | Daniel Dumbrăvanu      | Genoa           | svincolato                                        |
| D                | Niccolò Bellucci       | Teramo          | svincolato                                        |
| D                | Alessandro Tripaldelli | Cagliari        | riscatto del cartellino                           |
| C                | Emmanuel Cuomo         | Nocerina        | fine prestito                                     |
| C                | Federico Zanchetta     | Lucchese        | fine prestito                                     |
| A                | Federico Di Francesco  | Empoli          | fine prestito                                     |
| A                | Pietro Biancheri       | Montebelluna    | fine prestito                                     |
| A                | Jionathan Campagna     | Ravenna         | fine prestito                                     |

| Cessioni         | Cessioni                | Cessioni           | Cessioni                |
| R.               | Nome                    | a                  | Modalità                |
| ---------------- | ----------------------- | ------------------ | ----------------------- |
| D                | Francesco Vicari        | Bari               | definitivo              |
| D                | Elio Capradossi         | Spezia             | fine prestito           |
| D                | David Heidenreich       | Atalanta           | fine prestito           |
| D                | Steven Nador            | Montevarchi        | prestito                |
| D                | Mark Pabai              | -                  | risoluzione contratto   |
| C                | Federico Viviani        | Brescia            | definitivo              |
| C                | Jacopo Da Riva          | Atalanta           | fine prestito           |
| C                | Marco Pinato            | Sassuolo           | fine prestito           |
| C                | Giovanni Crociata       | Empoli             | fine prestito           |
| C                | Luca Mora               | Pescara            | svincolato              |
| C                | Marco Mancosu           | Cagliari           | risoluzione contratto   |
| A                | Mikael Egill Ellertsson | Spezia             | definitivo              |
| A                | Ludovico D'Orazio       | Feralpisalò        | prestito                |
| A                | Federico Melchiorri     | Perugia            | fine prestito           |
| A                | Lorenzo Colombo         | Milan              | fine prestito           |
| A                | Luca Vido               | Atalanta           | fine prestito           |
| A                | Emmanuel Latte Lath     | Atalanta           | fine prestito           |
| A                | Giuseppe Rossi          | -                  | svincolato              |
| Altre operazioni |                         |                    |                         |
| R.               | Nome                    | da                 | Modalità                |
| P                | Etrit Berisha           | Torino             | riscatto del cartellino |
| P                | Cesare Galeotti         | Rimini             | prestito                |
| P                | Marco Meneghetti        | Gubbio             | prestito                |
| P                | Andrea Magri            | Pistoiese          | prestito                |
| P                | Michele Pezzolato       | United Riccione    | prestito                |
| D                | Jakub Iskra             | Sandecja Nowy Sącz | definitivo              |
| D                | Riccardo Spaltro        | Crotone            | definitivo              |
| D                | Luca Magnanini          | Ravenna            | definitivo              |
| D                | Matteo Borsoi           | Vis Pesaro         | prestito                |
| D                | Daniel Dumbrăvanu       | APOEL              | prestito                |
| D                | Niccolò Bellucci        | Alessandria        | prestito                |
| D                | Moustapha Yabre         | Fiorenzuola        | prestito                |
| C                | Emmanuel Cuomo          | Nocerina           | definitivo              |
| C                | Christian Basile        | Audace Cerignola   | prestito                |
| C                | Simone Cecere           | Casarano           | prestito                |
| C                | Luca Mihai              | Trento             | prestito                |
| C                | Federico Zanchetta      | Olbia              | prestito                |
| C                | Alessandro Orfei        | Fidelis Andria     | prestito                |
| C                | Mattia Valoti           | Monza              | riscatto del cartellino |
| A                | Federico Di Francesco   | Lecce              | definitivo              |
| A                | Pietro Biancheri        | Piacenza           | definitivo              |
| A                | Jionathan Campagna      | Torres             | prestito                |
| A                | Teun Wilke Braams       | Cercle Bruges      | prestito                |

### Sessione invernale(dal 2/1 al 31/1)
| Acquisti         | Acquisti            | Acquisti         | Acquisti      |
| R.               | Nome                | da               | Modalità      |
| ---------------- | ------------------- | ---------------- | ------------- |
| P                | Gabriel Brazão      | Inter            | prestito      |
| D                | Daniel Dumbrăvanu   | APOEL            | fine prestito |
| C                | Radja Nainggolan    | Anversa          | svincolato    |
| C                | Giannīs Fetfatzidīs | Al-Sailiya       | definitivo    |
| Altre operazioni |                     |                  |               |
| R.               | Nome                | da               | Modalità      |
| P                | Andrea Magri        | Pistoiese        | fine prestito |
| D                | Moustapha Yabre     | Fiorenzuola      | fine prestito |
| C                | Christian Basile    | Audace Cerignola | fine prestito |
| C                | Luca Mihai          | Trento           | fine prestito |
| A                | Ludovico D'Orazio   | Feralpisalò      | fine prestito |

| Cessioni         | Cessioni           | Cessioni           | Cessioni                         |
| R.               | Nome               | a                  | Modalità                         |
| ---------------- | ------------------ | ------------------ | -------------------------------- |
| P                | Demba Thiam        | Foggia             | prestito                         |
| C                | Salvatore Esposito | Spezia             | prestito con obbligo di riscatto |
| C                | Federico Proia     | L.R. Vicenza       | fine prestito                    |
| A                | Mattia Finotto     | Cosenza            | definitivo                       |
| Altre operazioni |                    |                    |                                  |
| R.               | Nome               | a                  | Modalità                         |
| P                | Andrea Magri       | Union Clodiense CS | prestito                         |
| D                | Moustapha Yabre    | Recanatese         | prestito                         |
| C                | Christian Basile   | Cavese             | prestito                         |
| C                | Luca Mihai         | AlbinoLeffe        | prestito                         |
| A                | Ludovico D'Orazio  | Mantova            | prestito                         |

### Operazioni successive alle due sessioni
| Acquisti | Acquisti       | Acquisti | Acquisti   |
| R.       | Nome           | da       | Modalità   |
| -------- | -------------- | -------- | ---------- |
| A        | Giuseppe Rossi | -        | svincolato |

| Cessioni | Cessioni | Cessioni | Cessioni |
| R.       | Nome     | a        | Modalità |
| -------- | -------- | -------- | -------- |

## Risultati

### Serie B

#### Girone di andata
| Arbitro: | Perenzoni (Rovereto) |

|               |           |                                    |
| La Mantia 79’ | Marcatori | 45+3’ Crisetig 52’ Ménez 67’ Rivas |

| Arbitro: | Gariglio (Pinerolo) |

|                  |           |             |
| Gondo 21’ (rig.) | Marcatori | 26’ Maistro |

| Arbitro: | Maggioni (Lecco) |

|               |           |  |
| La Mantia 37’ | Marcatori |  |

| Arbitro: | Rapuano (Rimini) |

|                             |           |                         |
| Cheddira 4’ Antenucci 45+2’ | Marcatori | 63’ La Mantia 69’ Rabbi |

| Arbitro: | Manganiello (Pinerolo) |

|                             |           |  |
| La Mantia 29’ Finotto 90+3’ | Marcatori |  |

| Arbitro: | Rutella (Enna) |

|                              |           |                                            |
| Cutrone 12’, 46’ Iōannou 72’ | Marcatori | 8’ Maistro 59’ Moncini 90+3’ Sal. Esposito |

| Arbitro: | Colombo (Como) |

|  |           |                          |
|  | Marcatori | 19’ Coda 88’ Guðmundsson |

| Arbitro: | Camplone (Pescara) |

|                         |           |  |
| Caso 47’ Mazzitelli 87’ | Marcatori |  |

| Cittadella 15 ottobre 2022, ore 14:00 CEST 9ª giornata | Cittadella       | 0 – 0 referto | SPAL | Stadio Piercesare Tombolato (3 297 spett.)\| Arbitro: \| Zufferli (Udine) \| |
| Arbitro:                                               | Zufferli (Udine) |               |      |                                                                              |

| Arbitro: | Ayroldi (Molfetta) |

|                                                                 |           |  |
| Moncini 10’ Dickmann 22’ Panico 48’ (aut.) Maistro 57’ Peda 73’ | Marcatori |  |

| Arbitro: | Dionisi (L'Aquila) |

|                |           |          |
| Meccariello 4’ | Marcatori | 54’ Zaro |

| Terni 5 novembre 2022, ore 14:00 CET 12ª giornata | Ternana        | 0 – 0 referto | SPAL | Stadio Libero Liberati (5 548 spett.)\| Arbitro: \| Serra (Torino) \| |
| Arbitro:                                          | Serra (Torino) |               |      |                                                                       |

| Arbitro: | Meraviglia (Pistoia) |

|                   |           |                             |
| Sal. Esposito 10’ | Marcatori | 74’ Capellini 77’ La Gumina |

| Arbitro: | Minelli (Varese) |

|                        |           |  |
| Ayé 14’ Mangraviti 41’ | Marcatori |  |

| Arbitro: | Miele (Nola) |

|                    |           |                                                            |
| Moncini 58’, 90+7’ | Marcatori | 45+1’ (aut.) La Mantia 72’ Falcinelli 90+6’ (rig.) Marsura |

| Perugia 8 dicembre 2022, ore 15:00 CET 16ª giornata | Perugia          | 0 – 0 referto | SPAL | Stadio Renato Curi (4 762 spett.)\| Arbitro: \| Gualtieri (Asti) \| |
| Arbitro:                                            | Gualtieri (Asti) |               |      |                                                                     |

| Arbitro: | Di Bello (Brindisi) |

|                 |           |             |
| Meccariello 10’ | Marcatori | 32’ Brunori |

| Arbitro: | Massimi (Termoli) |

|  |           |           |
|  | Marcatori | 19’ Rabbi |

| Arbitro: | Prontera (Bologna) |

|  |           |             |
|  | Marcatori | 54’ Sibilli |

#### Girone di ritorno
| Arbitro: | Perenzoni (Rovereto) |

|  |           |                     |
|  | Marcatori | 65’ (aut.) Gagliolo |

| Arbitro: | Ghersini (Genova) |

|              |           |              |
| Dickmann 16’ | Marcatori | 41’ Adjapong |

| Arbitro: | Paterna (Teramo) |

|                         |           |           |
| Altare 15’ Lapadula 76’ | Marcatori | 42’ Celia |

| Arbitro: | Abisso (Palermo) |

|                                      |           |                                                             |
| Moncini 62’ Nainggolan 81’ Celia 83’ | Marcatori | 20’ Folorunsho 26’ Seb. Esposito 56’ Cheddira 67’ Antenucci |

| Arbitro: | Cosso (Reggio Calabria) |

|                          |           |              |
| Tessmann 12’ Pierini 34’ | Marcatori | 56’ Dickmann |

| Arbitro: | Gariglio (Pinerolo) |

|              |           |                 |
| La Mantia 6’ | Marcatori | 38’ Gabrielloni |

| Arbitro: | Pezzuto (Lecce) |

|                                              |           |  |
| Drăgușin 77’ Guðmundsson 90+3’ Salcedo 90+7’ | Marcatori |  |

| Arbitro: | Meraviglia (Pistoia) |

|  |           |                      |
|  | Marcatori | 24’ Lucioni 61’ Caso |

| Arbitro: | Sozza (Seregno) |

|                           |           |               |
| Fetfatzidīs 41’ Prati 72’ | Marcatori | 79’ Ambrosino |

| Arbitro: | Chiffi (Padova) |

|                 |           |  |
| Brescianini 65’ | Marcatori |  |

| Arbitro: | Volpi (Arezzo) |

|               |           |  |
| Zaro 25’, 74’ | Marcatori |  |

| Arbitro: | Rutella (Enna) |

|                   |           |             |
| Moncini 4’ (rig.) | Marcatori | 84’ Favilli |

| Arbitro: | Maresca (Napoli) |

|            |           |                                 |
| Foulon 37’ | Marcatori | 33’ Prati 51’ Celia 66’ Moncini |

| Arbitro: | Pezzuto (Lecce) |

|                 |           |                   |
| Maistro 1’, 74’ | Marcatori | 11’ Ayé 80’ Olzer |

| Modena 22 aprile 2023, ore 14:00 CEST 34ª giornata | Modena            | 0 – 0 referto | SPAL | Stadio Alberto Braglia (10 794 spett.)\| Arbitro: \| Santoro (Messina) \| |
| Arbitro:                                           | Santoro (Messina) |               |      |                                                                           |

| Arbitro: | Manganiello (Pinerolo) |

|                    |           |              |
| Moncini 62’ (rig.) | Marcatori | 12’ Casasola |

| Arbitro: | Fabbri (Ravenna) |

|                                    |           |             |
| Meccariello 29’ (aut.) Brunori 35’ | Marcatori | 66’ Varnier |

| Arbitro: | Irrati (Pistoia) |

|  |           |                    |
|  | Marcatori | 75’ (rig.) Vázquez |

| Arbitro: | Camplone (Pescara) |

|             |           |                              |
| Tramoni 68’ | Marcatori | 42’ Celia 52’ (rig.) Moncini |

### Coppa Italia

#### Turni eliminatori
| Arbitro: | Volpi (Arezzo) |

|               |           |                              |
| Cambiaghi 80’ | Marcatori | 82’ Dickmann 120+1’ M. Arena |

| Arbitro: | Santoro (Messina) |

|                          |           |  |
| Guðmundsson 45+1’ (rig.) | Marcatori |  |

## Statistiche

### Statistiche di squadra
Statistiche aggiornate al 19 maggio 2023.
| Competizione | Punti | In casa | In casa | In casa | In casa | In casa | In casa | In trasferta | In trasferta | In trasferta | In trasferta | In trasferta | In trasferta | Totale | Totale | Totale | Totale | Totale | Totale | DR  |
| Competizione | Punti | G       | V       | N       | P       | Gf      | Gs      | G            | V            | N            | P            | Gf           | Gs           | G      | V      | N      | P      | Gf     | Gs     | DR  |
| ------------ | ----- | ------- | ------- | ------- | ------- | ------- | ------- | ------------ | ------------ | ------------ | ------------ | ------------ | ------------ | ------ | ------ | ------ | ------ | ------ | ------ | --- |
| Serie B      | 38    | 19      | 4       | 7       | 8       | 25      | 27      | 19           | 4            | 7            | 8            | 16           | 24           | 38     | 8      | 14     | 16     | 41     | 51     | -10 |
| Coppa Italia | -     | 0       | 0       | 0       | 0       | 0       | 0       | 2            | 1            | 0            | 1            | 2            | 2            | 2      | 1      | 0      | 1      | 2      | 2      | 0   |
| Totale       | -     | 19      | 4       | 7       | 8       | 25      | 27      | 21           | 5            | 7            | 9            | 18           | 26           | 40     | 9      | 14     | 17     | 43     | 53     | -10 |

### Andamento in campionato
| Giornata  | 1  | 2  | 3  | 4  | 5 | 6 | 7  | 8  | 9  | 10 | 11 | 12 | 13 | 14 | 15 | 16 | 17 | 18 | 19 | 20 | 21 | 22 | 23 | 24 | 25 | 26 | 27 | 28 | 29 | 30 | 31 | 32 | 33 | 34 | 35 | 36 | 37 | 38 |
| --------- | -- | -- | -- | -- | - | - | -- | -- | -- | -- | -- | -- | -- | -- | -- | -- | -- | -- | -- | -- | -- | -- | -- | -- | -- | -- | -- | -- | -- | -- | -- | -- | -- | -- | -- | -- | -- | -- |
| Luogo     | C  | T  | C  | T  | C | T | C  | T  | T  | C  | C  | T  | C  | T  | C  | T  | C  | T  | C  | T  | C  | T  | C  | T  | C  | T  | C  | C  | T  | T  | C  | T  | C  | T  | C  | T  | C  | T  |
| Risultato | P  | N  | V  | N  | V | N | P  | P  | N  | V  | N  | N  | P  | P  | P  | N  | N  | V  | P  | V  | N  | P  | P  | P  | N  | P  | P  | V  | P  | P  | N  | V  | N  | N  | N  | P  | P  | V  |
| Posizione | 18 | 17 | 14 | 12 | 6 | 9 | 11 | 13 | 13 | 11 | 11 | 11 | 12 | 14 | 16 | 17 | 17 | 15 | 16 | 14 | 14 | 15 | 17 | 18 | 18 | 18 | 20 | 17 | 19 | 19 | 18 | 18 | 18 | 19 | 19 | 19 | 19 | 19 |

Legenda:

Luogo: C = Casa; T = Trasferta. Risultato: V = Vittoria; N = Pareggio; P = Sconfitta.

### Statistiche dei giocatori
Sono in corsivo i calciatori che hanno lasciato la società a stagione in corso.
| Giocatore      | Serie B  | Serie B | Serie B     | Serie B    | Coppa Italia | Coppa Italia | Coppa Italia | Coppa Italia | Totale   | Totale | Totale      | Totale     |
| Giocatore      | Presenze | Reti    | Ammonizioni | Espulsioni | Presenze     | Reti         | Ammonizioni  | Espulsioni   | Presenze | Reti   | Ammonizioni | Espulsioni |
| -------------- | -------- | ------- | ----------- | ---------- | ------------ | ------------ | ------------ | ------------ | -------- | ------ | ----------- | ---------- |
| L. Abati       | 0        | 0       | 0           | 0          | 0            | 0            | 0            | 0            | 0        | 0      | 0           | 0          |
| A. Abou        | 0        | 0       | 0           | 0          | 0            | 0            | 0            | 0            | 0        | 0      | 0           | 0          |
| E. Alfonso     | 35       | -43     | 4           | 0          | 1            | -1           | 0            | 0            | 36       | -44    | 4           | 0          |
| A. Almici      | 5        | 0       | 1           | 0          | 1            | 0            | 1            | 0            | 6        | 0      | 2           | 0          |
| M. Arena       | 18       | 0       | 5           | 1          | 1            | 1            | 0            | 0            | 19       | 1      | 5           | 1          |
| G. Brazão      | 1        | -3      | 0           | 0          | 0            | 0            | 0            | 0            | 1        | -3     | 0           | 0          |
| P. Breit       | 0        | 0       | 0           | 0          | 0            | 0            | 0            | 0            | 0        | 0      | 0           | 0          |
| R. Celia       | 28       | 4       | 4           | 0          | 2            | 0            | 0            | 0            | 30       | 4      | 4           | 0          |
| N. Contiliano  | 8        | 0       | 2           | 0          | 0            | 0            | 0            | 0            | 8        | 0      | 2           | 0          |
| C. Dalle Mura  | 27       | 0       | 7           | 0          | 2            | 0            | 1            | 0            | 29       | 0      | 8           | 0          |
| L. Dickmann    | 36       | 3       | 7           | 0          | 2            | 1            | 0            | 0            | 38       | 4      | 7           | 0          |
| S. Deme        | 0        | 0       | 0           | 0          | 0            | 0            | 0            | 0            | 0        | 0      | 0           | 0          |
| D. Dumbrăvanu  | 0        | 0       | 0           | 0          | 0            | 0            | 0            | 0            | 0        | 0      | 0           | 0          |
| S. Esposito    | 17       | 2       | 5           | 0          | 2            | 0            | 0            | 0            | 19       | 2      | 5           | 0          |
| G. Fetfatzidīs | 13       | 1       | 2           | 0          | 0            | 0            | 0            | 0            | 13       | 1      | 2           | 0          |
| M. Finotto     | 14       | 1       | 1           | 0          | 2            | 0            | 1            | 0            | 16       | 1      | 2           | 0          |
| A. Fiordaliso  | 15       | 0       | 1           | 0          | 1            | 0            | 0            | 0            | 16       | 0      | 1           | 0          |
| A. Imputato    | 0        | 0       | 0           | 0          | 0            | 0            | 0            | 0            | 0        | 0      | 0           | 0          |
| A. La Mantia   | 34       | 5       | 7           | 0          | 1            | 0            | 0            | 0            | 35       | 5      | 7           | 0          |
| F. Maistro     | 32       | 5       | 2           | 1          | 2            | 0            | 0            | 0            | 34       | 5      | 2           | 1          |
| M. Mancosu     | 1        | 0       | 0           | 0          | 1            | 0            | 1            | 0            | 2        | 0      | 1           | 0          |
| L. Martelli    | 0        | 0       | 0           | 0          | 0            | 0            | 0            | 0            | 0        | 0      | 0           | 0          |
| B. Meccariello | 35       | 2       | 10          | 1          | 1            | 0            | 0            | 0            | 36       | 2      | 10          | 1          |
| G. Moncini     | 32       | 9       | 2           | 0          | 2            | 0            | 0            | 0            | 34       | 9      | 2           | 0          |
| A. Murgia      | 18       | 0       | 8           | 1          | 2            | 0            | 0            | 0            | 20       | 0      | 8           | 1          |
| R. Nainggolan  | 10       | 1       | 3           | 0          | 0            | 0            | 0            | 0            | 10       | 1      | 3           | 0          |
| F. Parravicini | 1        | 0       | 0           | 0          | 0            | 0            | 0            | 0            | 1        | 0      | 0           | 0          |
| P. Peda        | 21       | 1       | 2           | 2          | 1            | 0            | 0            | 0            | 22       | 1      | 2           | 2          |
| A. Pomini      | 3        | -4      | 2           | 0          | 0            | 0            | 0            | 0            | 3        | -4     | 2           | 0          |
| M. Prati       | 20       | 2       | 4           | 0          | 0            | 0            | 0            | 0            | 20       | 2      | 4           | 0          |
| F. Proia       | 12       | 0       | 1           | 0          | 0            | 0            | 0            | 0            | 12       | 0      | 1           | 0          |
| F. Puletto     | 1        | 0       | 1           | 0          | 0            | 0            | 0            | 0            | 1        | 0      | 1           | 0          |
| S. Rabbi       | 23       | 2       | 3           | 0          | 2            | 0            | 0            | 0            | 25       | 2      | 3           | 0          |
| E. Rao         | 0        | 0       | 0           | 0          | 0            | 0            | 0            | 0            | 0        | 0      | 0           | 0          |
| N. Rauti       | 17       | 0       | 2           | 0          | 1            | 0            | 0            | 0            | 18       | 0      | 2           | 0          |
| G. Rossi       | 5        | 0       | 0           | 0          | 0            | 0            | 0            | 0            | 5        | 0      | 0           | 0          |
| F. Saiani      | 0        | 0       | 0           | 0          | 0            | 0            | 0            | 0            | 0        | 0      | 0           | 0          |
| D. Thiam       | 2        | -1      | 0           | 0          | 1            | -1           | 0            | 0            | 3        | -2     | 0           | 0          |
| A. Tripaldelli | 22       | 0       | 5           | 0          | 0            | 0            | 0            | 0            | 22       | 0      | 5           | 0          |
| G. Tunjov      | 23       | 0       | 2           | 0          | 1            | 0            | 0            | 0            | 24       | 0      | 2           | 0          |
| L. Valzania    | 21       | 0       | 4           | 0          | 1            | 0            | 0            | 0            | 22       | 0      | 4           | 0          |
| M. Varnier     | 15       | 1       | 2           | 0          | 0            | 0            | 0            | 0            | 15       | 1      | 2           | 0          |
| F. Viviani     | 1        | 0       | 1           | 0          | 1            | 0            | 1            | 0            | 2        | 0      | 2           | 0          |
| N. Zanellato   | 28       | 0       | 6           | 0          | 2            | 0            | 2            | 0            | 30       | 0      | 8           | 0          |
| F. Zuculini    | 4        | 0       | 1           | 0          | 0            | 0            | 0            | 0            | 4        | 0      | 1           | 0          |

## Giovanili

### Organigramma
Area direttiva
- Responsabile dell'area tecnica: Andrea Catellani
- Responsabile organizzativo: Alessandro Orlandini
- Responsabile attività di base: Massimiliano De Gregorio
- Responsabile scouting: Francesco Conti
- Segretario amministrativo: Nicola Marchesi

Area tecnica - Primavera
- Allenatore: Vito Grieco
- Preparatore atletico: Carlo Oliani
- Preparatore portieri: Andrea Brunello
- Medico sociale: Roberto Altavilla
- Recupero infortuni: Federico Zanettin
- Fisioterapista: Marcello Bertolani

Area tecnica - Under 18
- Allenatore: Massimo Pedriali

Area tecnica - Under 17
- Allenatore: Filippo Pensalfini

Area tecnica - Under 16
- Allenatore: Michele Troiano

Area tecnica - Under 15
- Allenatore: Massimiliano De Gregorio

### Piazzamenti
- Primavera
  - Campionato Primavera 2: 5º nel girone A. Quarti di finale playoff
  - Coppa Italia Primavera: Sedicesimi di finale
  - Torneo di Viareggio: Fase a gironi
- Under 18
  - Campionato Under-18 Serie A-B: 2º nel girone B. Vincitrice dei playoff e Campione d'Italia Under-18
- Under-17
  - Campionato Under-17 Serie A-B: 10º nel girone B
- Under-16
  - Campionato Under-16 Serie A-B: 7º nel girone B
- Under-15
  - Campionato Under-15 Serie A-B: 4º nel girone B. Primo turno playoff